# Deutsche Poolbillard-Meisterschaft 1988 (Herren)
Die Deutsche Poolbillard-Meisterschaft 1988 war die 14. Austragung zur Ermittlung der nationalen Meistertitel der Herren in der Billardvariante Poolbillard. Sie wurde in Bad Münder ausgetragen.
Es wurden die Deutschen Meister in den Disziplinen 14/1 endlos, 8-Ball, 9-Ball und 8-Ball-Pokal ermittelt.

## Medaillengewinner
| Disziplin    | Gold                                  | Silber                               | Bronze                                | 4. Platz                             |
| ------------ | ------------------------------------- | ------------------------------------ | ------------------------------------- | ------------------------------------ |
| 14/1 endlos  | Waldemar Markert (PBC Karlsruhe)      | Rolf Alex (1. PBC Joker Geldern)     | Norbert Lang (PBF Pirmasens)          | Oliver Ortmann (PBC München-West)    |
| 8-Ball       | Ralf Souquet (PBC Oftersheim)         | Bernd Hoffmann (Rot-Weiß Oberhausen) | Thomas Engert (PBC Rot-Gelb Stolberg) | Rudi Zick (BC 8-Ball Neckarsulm)     |
| 9-Ball       | Thomas Engert (PBC Rot-Gelb Stolberg) | Ralph Eckert (BF Ludwigshafen)       | Norbert Lang (PBF Pirmasens)          | Martin Poguntke (1. PBSC Hannover)   |
| 8-Ball-Pokal | Michael Weitz (BC 8-Ball Neckarsulm)  | Ralf Mund (PBC Kempen)               | Hans Jörg Müller (PBC Sonthofen)      | Carsten Hölzer (Rot-Weiß Oberhausen) |